# リサ・ニコル・カールソン
リサ・ニコル・カールソン（Lisa Nicole Carson，1969年6月12日 - ）は、女優。アメリカ合衆国ニューヨーク州ニューヨーク市ブルックリン区出身。

## 経歴
1996年から2001年にかけて米国NBCのTVドラマ『ER』でベントン医師の恋人役を、1997年から2002年にかけて米国フォックスTVのドラマ『アリー my Love』で主人公アリーの親友レネ・ラディック役を演じ、数々の賞を受けた。また歌手としての実力も高く評価されており、1995年には女性歌手役でテレビ映画にも主演するなどしている。
二つの大ヒットシリーズに同時にレギュラー出演を果たした唯一のアフリカ系アメリカ人女優として人気の絶頂にあった2000年、グラミー賞授賞式の朝、エルミタージュホテルで問題を起こしたとして逮捕された。既にこの頃には双極性障害を患っていたとされ、その後も警察に保護されたり入院措置が取られるなどトラブルが続き、女優活動は困難になっていた。
その後、撮影現場での問題行動を理由に2002年までに両番組をそれぞれ解雇された。同年に『アリー my Love』が終了した後は出演作品が一切なく、公の場にも一切姿を見せていなかった。
2009年、7年間の沈黙を経てブラックヴォイス誌のインタビューに応じた彼女は「その件については話したくない」「復帰の準備は整っている」と答えた。現在は復帰に向けて舞台を見たり作曲や作詞を続けているという。
その後2022年8月23日に『アリー my Love』の続編の制作が発表され、カールソンが演じたレネの娘が主人公になる予定だが、同作品にカールソンも出演するかは現時点では不明。

## 出演

### 映画
- 『青いドレスの女』 Devil in a Blue Dress （1995）- コレッタ・ジェームズ
- 『アフターショック/ニューヨーク大地震』 Aftershock: Earthquake in New York （1999）- イーヴィー・リンカーン

### TV
- 『アリー my Love』 Ally McBeal （1997-2002）- Renee Raddick
- 『ER』 ER（2001-2003）-  Carla Reese